# Regione di Oshikoto
La regione di Oshikoto è una regione della Namibia con capoluogo Tsumeb di 161 007 abitanti al censimento 2001, dei quali il 9% vive in aree urbane mentre il rimanente 91% in aree rurali.

## Società

### Lingue e dialetti
L'87% della popolazione parla l'Oshiwambo

## Geografia antropica

### Suddivisioni amministrative
La regione è suddivisa in 10 distretti elettorali:
- Eengodi
- Guinas
- Okankolo
- Olukonda
- Omuntele
- Omuthiyagwiipundi
- Onayena
- Oniipa
- Onyaanya
- Tsumeb